# ماجرای دریفوس (مجموعه‌فیلم)
ماجرای دریفوس (فرانسوی: L'affaire Dreyfus‎) یک مجموعه‌فیلم مستند در سبک درام به کارگردانی ژرژ ملی‌یس است که در سال ۱۸۹۹ منتشر شد. از بازیگران آن می‌توان به ژرژ ملی‌یس اشاره کرد.